# Joseph J. Gill

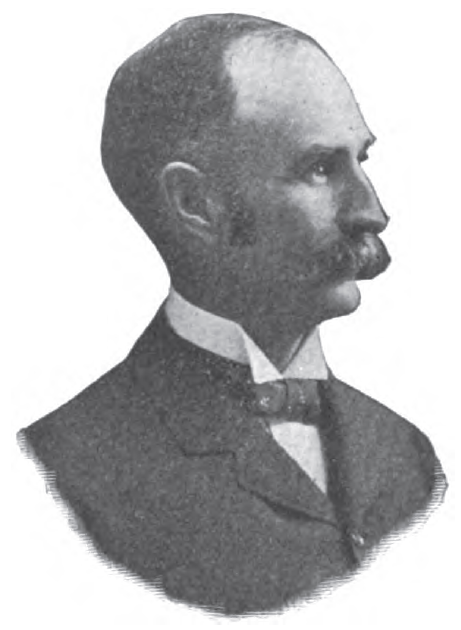
Joseph J. Gill

Joseph John Gill (* 21. September 1846 in Barnesville, Ohio; † 22. Mai 1920 in Steubenville, Ohio) war ein US-amerikanischer Politiker. Zwischen 1899 und 1903 vertrat er den Bundesstaat Ohio im US-Repräsentantenhaus.

## Leben
Im Jahr 1848 kam Joseph Gill mit seinen Eltern nach Mount Pleasant. Nach einem Jurastudium an der University of Michigan in Ann Arbor und seiner 1868 erfolgten Zulassung als Rechtsanwalt begann er im Jefferson County in diesem Beruf zu arbeiten. Später war er auch im Bankgewerbe, in der Eisenverarbeitung und im Zeitungsgeschäft tätig. Gleichzeitig schlug er als Mitglied der Republikanischen Partei eine politische Laufbahn ein.
Nach dem Tod des Abgeordneten Lorenzo Danford wurde Gill bei der fälligen Nachwahl für den 16. Sitz von Ohio als dessen Nachfolger in das US-Repräsentantenhaus in Washington, D.C. gewählt, wo er am 4. Dezember 1899 sein neues Mandat antrat. Nach zwei Wiederwahlen konnte er bis zu seinem Rücktritt aus gesundheitlichen Gründen am 31. Oktober 1903 im Kongress verbleiben. Er war als guter Redner bekannt und setzte sich für Verbesserungen entlang des Ohio River sowie den Goldstandard ein. In Steubenville sorgte er für die finanzielle Unterstützung beim Bau des ersten Krankenhauses.